# Patellapis calvini
Patellapis calvini är en biart som först beskrevs av Cockerell 1937.  Patellapis calvini ingår i släktet Patellapis och familjen vägbin. Inga underarter finns listade i Catalogue of Life.